# Quimi Portet
Joaquim Portet Serdà (Vic, 20 d'octubre de 1957), més conegut com a Quimi Portet, és un músic, guitarrista i cantautor català, cofundador d'El Último de la Fila juntament amb Manolo García i autor d'onze discos en solitari.

## Trajectòria
Abans d'El Último de la Fila, grup amb el qual va assolir l'èxit, havia format part com a guitarrista i compositor dels grups Kul de Mandril, Los Burros i Los Rápidos.
L'any 1998 s'anuncià la dissolució d'El Último de la Fila, tres anys després de publicar l'últim àlbum, La rebelión de los hombres rana. Des d'aleshores ha publicat deu discos en solitari, als quals cal sumar Persones estranyes, de 1987. Cal destacar també la seva faceta de productor musical ja que a més d'encarregar-se de la producció de la majoria dels discos d'El Último de la Fila, ha produït, entre d'altres, àlbums d'Albert Pla, Gerard Quintana, Paul Fuster i, sobretot, Adrià Puntí.
El seu estil musical és divers i les seves lletres són d'un surrealisme i d'una irreverència comparables a altres cantautors catalans com Pau Riba, Jaume Sisa o Joan Miquel Oliver.
Ha fet alguna col·laboració esporàdica amb algun programa de televisió com Caçadors de paraules i Natura sàvia, de TV3. Cal destacar la relació divertida i regular que manté amb els fans en els concerts i, anteriorment, per mitjà del blog que tenia a la seva pàgina web, els escrits del qual van convertir-se en llibre el 2007: Diari d'un astre intercomarcal, publicat per l'editorial Comanegra.

## Discografia

### Amb El Último de la fila
- 1985: Cuando la pobreza entra por la puerta, el amor salta por la ventana (PDI)
- 1986: Enemigos de lo ajeno (PDI)
- 1987: Nuevas mezclas (PDI)
- 1988: Como la cabeza al sombrero (PDI)
- 1990: Nuevo pequeño catálogo de seres y estares (Perro Records/EMI)
- 1993: Astronomía razonable (Perro Records/EMI)
- 1995: La rebelión de los hombres rana (Perro Records/EMI)

### En solitari
- 1987: Persones estranyes (Gasa)
- 1997: Hoquei sobre pedres (Perro Records/Chrysalis)
- 1999: Cançoner electromagnètic (Quisso Records/Chrysalis)[6]
- 2001: Acadèmia dels somnis (Quisso Records)
- 2004: La Terra és plana (Quisso Records/Música Global)
- 2007: Matem els dimarts i els divendres (Quisso Records/Música Global)
- 2009: Viatge a Montserrat (Quisso Records/Música Global)
- 2012: Oh my love (Quisso Records/Música Global)
- 2016: Ós Bipolar (Música Global)[7]
- 2018: Festa major d'hivern (Quisso Records/Fina Estampa)[8][9]
- 2020: Si plou ho farem al pavellló (Live in Cincinnati) (Fina Estampa)[10]